# Stazione di Alife
Stazione di Alife vasútállomás Olaszországban, Alife településen.

## Vasútvonalak
Az állomást az alábbi vasútvonalak érintik:
- Ferrovia Alifana

## Kapcsolódó állomások
A vasútállomáshoz az alábbi állomások vannak a legközelebb:
- Stazione di Piedimonte Matese (Stazione di Piedimonte Matese)
- Dragoni railway station (Stazione di Napoli Centrale)